# Ink (песня)
«Ink» (в переводе с англ. — «Чернила») — песня британской группы Coldplay, пятый и последний сингл из их шестого студийного альбома Ghost Stories. Вышел 13 октября 2014 года на лейбле Parlophone.

## О песне
Ещё до выхода сингла песня дебютировала британском чарте синглов под номером 156.
Анимационное видео на «Ink» было изготовлено командой Blind. Сначала интерактивное видео появилось на официальном сайте Coldplay, затем официальная версия видеоклипа появилась на официальном канале группы на YouTube. Сюжет клипа представляет собой историю, в которой мужчина ищет покинувшую его любимую женщину, в чём ему помогает карманный компас с её изображением на внутренней стороне крышки.
Песня исполнялась группой на концертах по ходу тура в поддержку альбома Ghost Stories. Также, песня была исполнена 4 апреля 2017 года на концерте в Маниле, проходившем в рамках тура в поддержку альбома A Head Full of Dreams. Это было выполнение просьбы, полученной Крисом Мартином от больного раком поклонника, которого он посетил перед выступлением.

## Список композиций
| №  | Название                            | Длительность |
| -- | ----------------------------------- | ------------ |
| 1. | «Ink» (исполнение в Казино де Пари) | 4:09         |

| №  | Название                        | Длительность |
| -- | ------------------------------- | ------------ |
| 1. | «Ink»                           | 3:48         |
| 2. | «Ink» (инструментальная версия) | 3:48         |

| Чарт (2014)                                | Позиция |
| ------------------------------------------ | ------- |
| Бельгия/Фландрия (Ultratip Bubbling Under) | 4       |
| Бельгия/Валлония (Ultratip Bubbling Under) | 16      |
| Нидерланды (Dutch Top 40)                  | 31      |
| Нидерланды (Single Top 100)                | 68      |
| UK Singles Chart                           | 156     |

| Страна        | Сертификация | Продажи |
| ------------- | ------------ | ------- |
| Италия (FIMI) | золотой      | 15,000  |